# Obermünster
Klasztor Obermünster (niem. Stift Obermünster) – żeński klasztor w Ratyzbonie (niem. Regensburg), dawna fundacja kanoniczek ratyzbońskiej diecezji.

## Historia
Opactwo poświęcone Wniebowstąpieniu Matki Boskiej zostało założone w IX wieku przez Karolingów. Stanowiło uzupełnienie sąsiedniego, męskiego klasztoru benedyktynów. W odróżnieniu od dawniejszego klasztoru żeńskiego „Niedermünster”, nazwano je „Obermünster”. W 1810 klasztor w toku sekularyzacji został rozwiązany. Po 1822, gdy odeszły z klasztoru ostatnie kanoniczki, założono w nim seminarium dla kleryków. W 1862 utworzono biskupią szkołę męską.
Część budynków klasztornych uległo zniszczeniu w marcu 1945, podczas bombardowania i pozostały w ruinie. Po wojnie w ocalałych zabudowaniach poklasztornych umieszczono archiwum biskupie, bibliotekę, muzeum diecezjalne i inne jednostki pomocnicze biskupstwa.
Corocznie, w ruinach klasztoru urządzana jest przez skautów uroczystość przyjęcia światła pokoju z Betlejem.

## Opatki klasztoru
- Matylda (ok. 900/945)
- Irmgarda
- Salomea
- Wikpurga (1020–1029)

(b.d.)
- Willa (1052–1089)
- Hazecha (od 1089)
- Hadamuda (1117)
- Hadwiga (1142–1177)
- Eufemia von Helffenstein (1193)
- Gertruda I (1216)
- Jutta (1259)
- Gertruda II (1265)
- Wilburga von Leuchtenberg (1272)

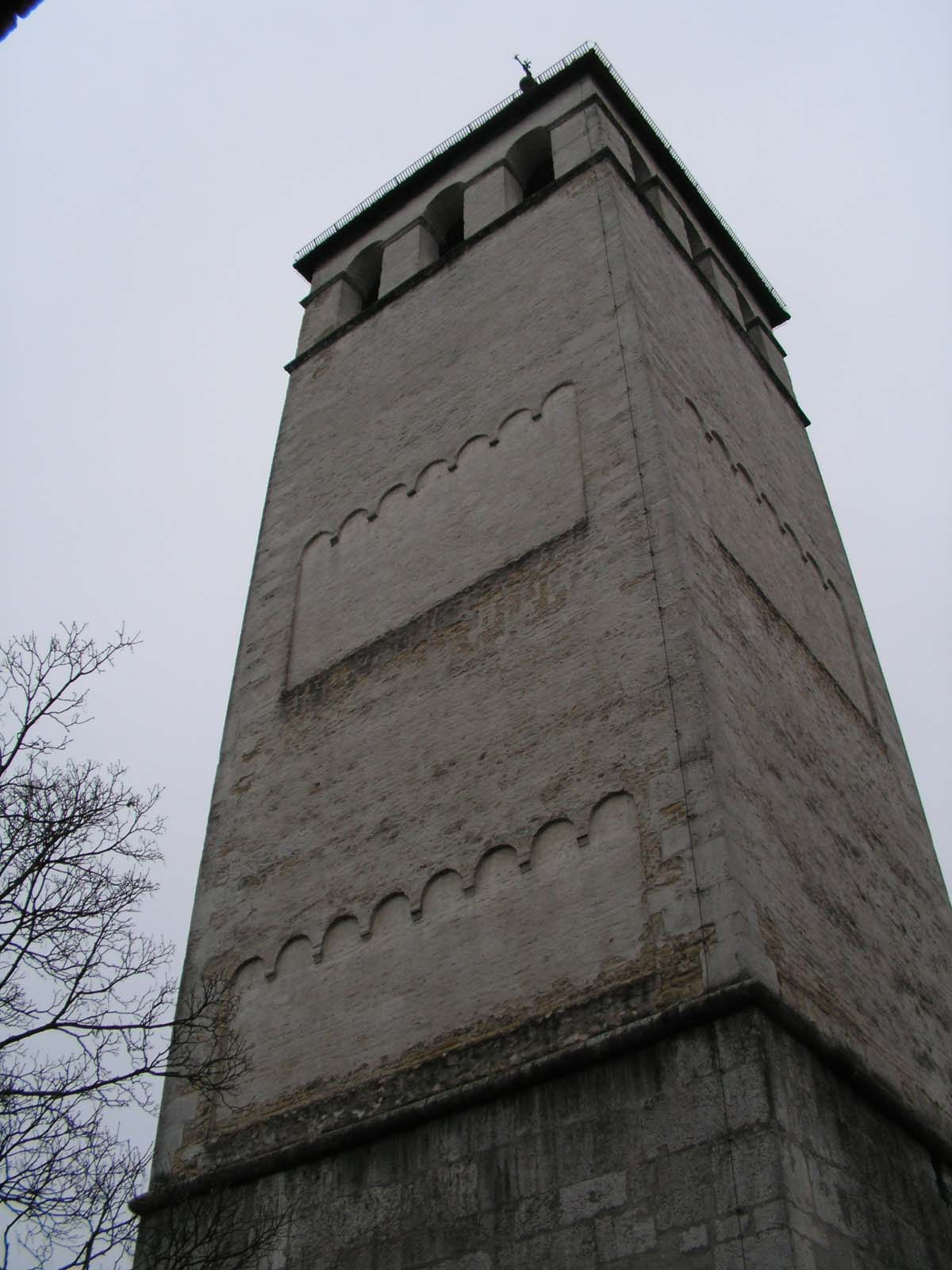
Klasztor Obermünster

- Ryssa I von Leuchtenberg (1286–1292)
- Ryssa II von Dornberg (1299)
- Berta Walterin (do 1325)
- Adelheida von Arenbach
- Katarzyna von Murach
- Agnieszka I von Wunebach (do 1374)
- Elżbieta I von Parsberg (1374–1400)
- Elżbieta II von Murach (1400–1402)
- Małgorzata I Sattelbogerin (od 1435)
- Barbara von Absberg (1435–1456)
- Kunigunda von Egloffstein (1456–1479)
- Sybilla von Paulsdorff (1479–1500)
- Agnieszka II von Paulsdorff (od 1500)
- Katarzyna II von Redwitz (1533–1536, zm. 1560)
- Wandula von Schaumberg (1536–1542)
- Barbara II von Sandizell (do 1564)
- Barbara III Ratzin (1564–1579)
- Magdalena von Gleissenthal (1579–1594)
- Margarethe II Mufflin (1594–1608)
- Katarzyna Praxedis von Perckhausen (1608–1649)
- Maria Elżbieta von Salis (1649–1683)
- Maria Teresa von Sandizell (1683–1719)
- Anna Magdalena Franciszka von Dondorff (1719–1765)
- Maria Franciszka von Freudenberg (1765–1775)
- Maria Józefa von Neuenstein-Hubacker (1775–1803)